# Kommendör av första graden
Kommendör av första graden (förkortning: kmd 1.gr) är en tjänstegrad inom svenska flottan motsvarande överste av första graden i övriga försvarsgrenar. Graden är högre än kommendör men lägre än flottiljamiral. Från den 1 juli 2000 utnämns dock inga nya av denna grad, sedan graden flottiljamiral infördes. De som innehar graden fortsätter dock att inneha den.

## Gradbeteckningar
Axelklaffshylsan består av tre 8 mm guldgaloner och en ögla av 16 mm guldgalon m/51 samt en 16 mm stjärna m/30. På ärmen motsvarar detta tre 11 mm guldgaloner och en ögla av 23 mm guldgalon m/51 samt en 24 mm stjärna m/30. Gradbeteckningen utan stjärna motsvarar kommendör före 2003.

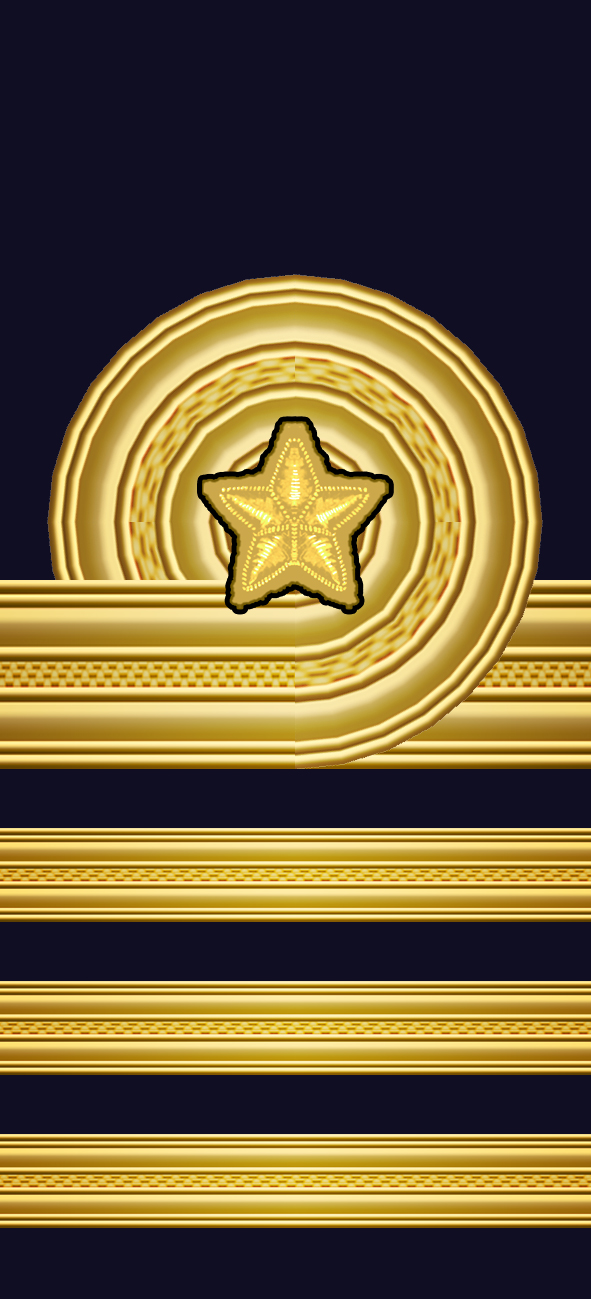
Axelklaffshylsa
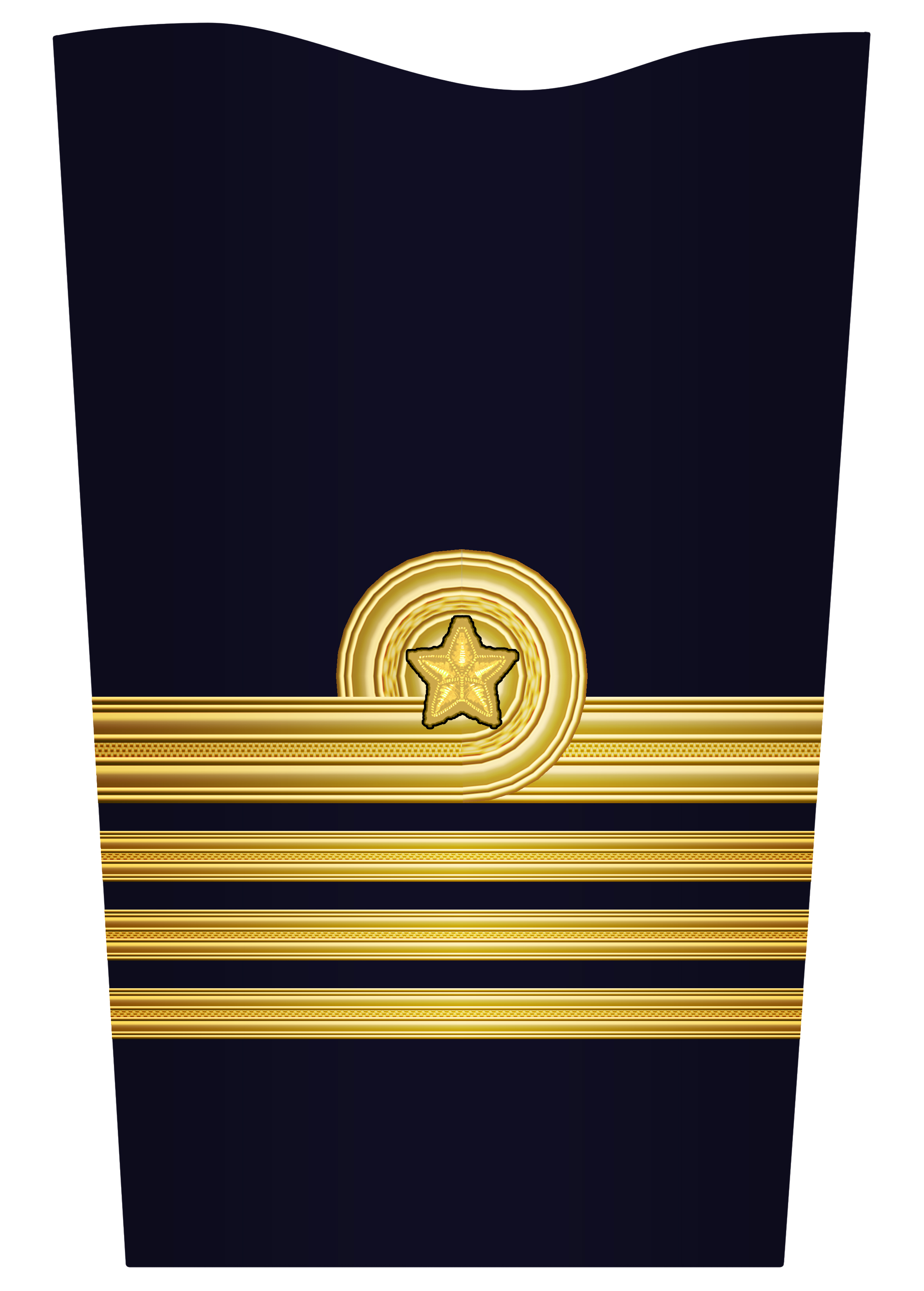
Gradbeteckning på ärm